# エグモント・ツール・リッペ＝ヴァイセンフェルト
エグモント・プリンツ・ツール・リッペ＝ヴァイセンフェルト（Egmont Prinz zur Lippe-Weißenfeld、1918年 7月14日 - 1944年 3月22日）は、第二次世界大戦時のドイツ空軍の夜間戦闘機のエース・パイロットである。リッペ＝ヴァイセンフェルトは51機を撃墜し、その全てが夜間戦闘に於いて挙げた戦果である。

## 経歴
エグモント・プリンツ・ツール・リッペ＝ヴァイセンフェルトは1918年7月14日にオーストリアのザルツブルクで生まれ、1936年にオーストリア連邦軍に入隊した。ドイツ空軍に転籍すると当初は第76駆逐航空団（ZG 76）で偵察機のパイロットを務めていたが、後に夜間戦闘部隊に異動した。最初の撃墜は1940年11月16日から17日にかけての夜に記録され、1942年3月までに21機の戦果を挙げた功により1942年 4月16日に騎士鉄十字勲章を授与された。1943年 8月2日には45機撃墜により柏葉付騎士鉄十字勲章を授与された。リッペ＝ヴァイセンフェルトは1944年4月に少佐に昇進し、第5夜間戦闘航空団の戦闘航空団司令に任命され1944年 3月12日に航空機事故により同乗の搭乗員と共に死亡するまでこれを務めた。

## 私生活
エグモント・プリンツ・ツール・リッペ＝ヴァイセンフェルトは1918年7月14日にオーストリアのザルツブルクで貴族のリッペ家の一員として生まれた。父親のプリンツ・アルフレート・ツール・リッペ＝ヴァイセンフェルト（Prinz Alfred zur Lippe-Weißenfeld）と母親のアンナ・ヴァイセンフェルト（旧姓、ゴエス伯爵：Countess Goëß）の間の4人の子供のうち最年長の唯一の男子で、妹達はカローラ（Carola）、ゾフィー（Sophie）、ドーラ（Dora）であった。一家は「アルト・ヴァルテンベルク（Alt Wartenburg）」と呼ばれるオーバーエスターライヒ州の古い城に住んでいた。
若い頃にプリンツ・ツール・リッペ＝ヴァイセンフェルトは登山とアウトドアに非常に熱中していた。14歳からは狩猟に参加するようになり、同時期に音楽やスポーツにも興味を抱き、そしてザルツブルク近郊のガイスベルクで空を飛ぶことにも興味を持った。そしてガイスベルクでオーストリア航空倶楽部（Austrian Aëro Club）のグライダー学校に入校し、軍役に就く前に既にグラーツとウィーナー・ノイシュタットの第2航空連隊で基礎飛行課程に参加していた。
プリンツ・ツール・リッペ＝ヴァイセンフェルトは結婚をせず子供もいなかったが、1941年1月に航空管区（Luftgau）の秘書をしているハンネローレ・イーデ（Hannelore Ide、通称イーデライン：Idelein）と知り合った。2人は近しい関係となり1944年に彼が死去するまで戦況が許す限り音楽鑑賞やゾイデル海を帆走して多くの時間を共に過ごした。

## 軍役
プリンツ・ツール・リッペ＝ヴァイセンフェルトは1936年の18歳のときにオーストリア連邦軍に入隊し、当初は歩兵部隊に所属していた。1938年のアンシュルスの余波の後、オーストリアはナチス・ドイツの大ドイツに併合されリッペ＝ヴァイセンフェルトはドイツ空軍に移籍して1939年に少尉に昇進した。1938年にはドイツ空軍のパイロット徽章を取得し、フュルステンフェルトブルック、シュライスハイム、ウィーン＝アスペルンで更なる訓練を受けた。ドイツ空軍での経歴を第76駆逐航空団／第II飛行隊で始め、1940年 8月4日に第1夜間戦闘航空団（NJG 1）に異動した。この部隊はギュータースローに基地があり、ここで夜間戦闘機の扱い方を習得した。

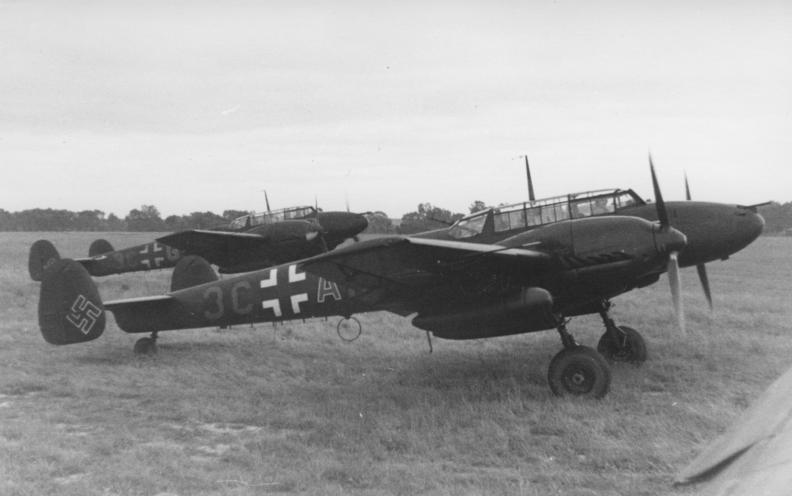
初期の夜間戦闘機部隊のメッサーシュミット Bf 110

1940年の夏に最初の夜間戦闘機はオランダのレーワルデンに移動し、プリンツ・ツール・リッペ＝ヴァイセンフェルトはこの小規模の分遣隊のパイロットの一人であった。1940年10月20日には早くもスキポール、後にベルゲンを拠点とする独立夜間戦闘機コマンドの指揮を引き継いだ。英空軍（RAF）爆撃機に対する最初の迎撃が1940年11月16日から17日の夜に行われ、プリンツ・ツール・リッペ＝ヴァイセンフェルトは0205時にRAF第115飛行隊のビッカース ウェリントン爆撃機を撃墜した。2機目は1941年 1月15日の夜にリントン・オン・オース空軍基地を拠点とするRAF第58飛行隊所属のアームストロング・ホイットワース ホイットレイ 「N1521」機をオランダ北部の海岸で撃墜した。1941年3月13日、プリンツ・ツール・リッペ＝ヴァイセンフェルトはNJG 1／第4飛行中隊のメッサーシュミット Bf 110 D-2（製造番号：W.Nr. 3376）に通信士のヨーゼフ・レネッテ（Josef Renette）と共に搭乗している時に敵機の反撃を受けて被弾し、乗機をベルゲンに緊急着陸させて両名共に負傷した。1941年 4月10日の真夜中を少し過ぎた頃にプリンツ・ツール・リッペ＝ヴァイセンフェルトはRAF 第12飛行隊のウェリントン爆撃機をアイセル湖上空で撃墜し、NJG 1の総撃墜数を100機にした。ヨーゼフ・カムフーバー将軍、ヴォルフガング・ファルク、ヴェルナー・シュトライプ、ヘルムート・レントやその他の面々が出席してアムステルダムのアムステル・ホテル（Amster Hotel）でこの記録を祝う会が催された。1941年6月30日にプリンツ・ツール・リッペ＝ヴァイセンフェルトがBf 110 C-4（W.Nr. 3273）に搭乗して北ホラント州上空の迎撃任務に従事しているとき、NJG 1／第4飛行中隊のルドルフ・シェーネルト少尉が操縦するBf 110 C-7（W.Nr. 2075）と衝突しベルゲン・アーン・ゼー近くに不時着した。1941年6月19日に都合4回のうちの最初となるプリンツ・ツール・リッペ＝ヴァイセンフェルトの名前がその日の「国防軍軍報」で採り上げられた。1941年6月までに撃墜数は10機となり、中尉に昇進したプリンツ・ツール・リッペ＝ヴァイセンフェルトは1941年11月15日に第2夜間戦闘航空団／第5飛行中隊の中隊長になった。1941年の末までに総撃墜数は15機となっていた。
プリンツ・ツール・リッペ＝ヴァイセンフェルトは1942年1月25日にドイツ十字章金章を、 3月26日から27日の夜にかけて4機のRAF爆撃機を撃墜して撃墜記録を21機にしたことで4月16日には騎士鉄十字章を授与された。この1晩に4機の戦果により3月27日に3度目となる「国防軍軍報」での言及をされた。1942年7月までにプリンツ・ツール・リッペ＝ヴァイセンフェルトは37機撃墜の記録をもってしてドイツ夜間戦闘機パイロットのトップの一角を占めることとなっていた。
大尉に昇進したプリンツ・ツール・リッペ＝ヴァイセンフェルトは1942年 10月1日に第3夜間戦闘航空団（NJG 3）／第I飛行隊の飛行隊長（Gruppenkommandeur）に任命され、そこで更に3機の戦果を挙げた。1943年5月31日に再度NJG 1に戻り第III飛行隊の飛行隊長に就任し、1カ月後に45機目の撃墜を記録したことで 8月2日には柏葉付騎士鉄十字勲章を授与された。

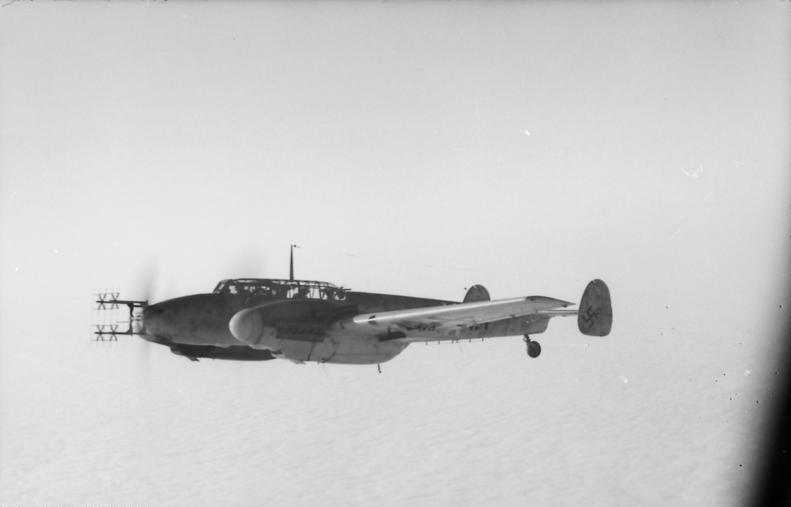
メッサーシュミット Bf 110 G-4

1カ月間の入院後、プリンツ・ツール・リッペ＝ヴァイセンフェルトは少佐に昇進し1944年2月20日に第5夜間戦闘航空団（NJG 5）の戦闘航空団司令に任命された。彼と搭乗員のヨーゼフ・ルネッテ（Josef Renette）曹長（Oberfeldwebel）、クルト・レーバー（Kurt Röber）伍長（Unteroffizier）は1944年3月22日のパルヒムからアティー＝ス＝ラオンへの定期飛行中の航空機事故で死亡した。ベルギー上空で彼らの機体は雲海が低く激しい吹雪の悪天候域に遭遇したらしく、翼に着氷したために低空飛行を強いられて機体が高地のアルデンヌに激突したと推測される。この飛行の正確な状況は不明だが、メッサーシュミット Bf 110 G-4の登録記号C9+CD機（製造番号：W.Nr. 720 010）はサン＝テュベール近郊のアルデンヌ山脈に激突し、翌日になって完全に燃え尽きた残骸が発見された。1944年4月15日にリンツの教会で葬儀が執り行われた。エグモント・プリンツ・ツール・リッペ＝ヴァイセンフェルトとハインリヒ・プリンツ・ツー・ザイン＝ヴィトゲンシュタインはオランダのエイセルスタインで隣り合わせて埋葬されている。

## 受勲
- 戦傷章黒章[16]
- 空軍前線飛行章金章[16]
- ドイツ十字章金章（1942年1月25日）：第2夜間戦闘航空団／第5飛行中隊の中尉として[17]
- 鉄十字章[16]
  - 2級
  - 1級
- 柏葉・剣付騎士鉄十字章
  - 騎士鉄十字章（1942年4月16日）：第2夜間戦闘航空団／第5飛行中隊の中隊長の大尉として[18]
  - 柏葉 第263号（1943年4月2日）：第1夜間戦闘航空団／第III飛行隊の飛行隊長の大尉として[18]
- 国防軍軍報（Wehrmachtbericht）に採り上げられること4回

### 国防軍軍報からの引用
| 日付                 | 国防軍軍報のオリジナル原稿 | 和訳（英訳から転訳） |
| -------------------- | --- | --- |
| 1941年6月19日 火曜日 | Bei der Abwehr feindlicher Luftangriffe auf das Reichsgebiet zeichneten sich folgende Besatzungen von Nachtjagdflugzeugen in hohem Maße aus: Erstens Oberfeldwebel Gildner, Unteroffizier Poppelmeyer und Unteroffizier Schlein, zweitens Oberleutnant Prinz zu Lippe, Unteroffizier Renette und drittens Oberleutnant Semrau, Unteroffizier Peter und Unteroffizier Behrens. | 次に挙げる夜間戦闘機の搭乗員たちは本土防衛戦に於いて目覚しい功を挙げた。最初にギルドナー（Gildner）曹長（Oberfeldwebel）、ポッペルマイヤー（Poppelmeyer）伍長（Unteroffizier）とシュライン（Schlein）伍長、2番目にプリンツ・ツール・リッペ＝ヴァイセンフェルト中尉、レネッテ（Renette）伍長、3番目にゼムラウ中尉とベーレンス（Behrens）伍長。 |
| 1942年1月28日 火曜日 | Bei der Abwehr eines Angriffs britischer Bomber auf das Reichsgebiet in der Nacht vom 27. Januar erzielte eine Nachjagdstaffel unter Führung von Hauptmann Lent und Oberleutnant Prinz zu Lippe-Weißenfeld ihren 100. Abschuß. | レント大尉とプリンツ・ツール・リッペ＝ヴァイセンフェルト中尉指揮下の夜間戦闘飛行隊は1月27日夜の本土防衛戦で100機目となる撃墜を記録した。 |
| 1942年3月27日 金曜日 | Oberfeldwebel Gildner errang seinen 26. bis 28. und Oberleutnant zu Lippe-Weißenfeld seinen 18. bis 21. Nachtjagdsieg. | ギルトナー（Gildner）曹長は26機目と28機目を、リッペ＝ヴァイセンフェルト中尉は18機目から21機目を夜間に撃墜した。 |
| 1942年6月21日 日曜日 | Oberleutnant zur Lippe Lippe-Weißenfeld errang in der letzten Nacht drei Luftsiege, Hauptmann Lent erzielte seinen 35. Nachtjagdabschuß. | ツール・リッペ・リッペ＝ヴァイセンフェルト中尉は昨夜3機を撃墜した。レント大尉は夜間での35番目の勝利を記録した。 |

## References
出典
1. ↑  Knott 2008, pp. 129, 199.
2. ↑  Knott 2008, p. 133.
3. ↑  Knott 2008, p. 169.
4. ↑  Knott 2008, pp. 134, 149.
5. 1 2  Helden der Wehrmacht II - Unsterbliche deutsche Soldaten 2003, p. 136.
6. ↑  Knott 2008, p. 149.
7. ↑  Knott 2008, pp. 149, 152.
8. ↑  Knott 2008, p. 163.
9. ↑  Knott 2008, p. 152.
10. ↑  Knott 2008, pp. 155, 163.
11. 1 2  Helden der Wehrmacht II - Unsterbliche deutsche Soldaten 2003, p. 137.
12. ↑  Knott 2008, p. 195.
13. ↑  Obermaier 1989, p. 57.
14. ↑  Knott 2008, p. 201.
15. ↑  Knott 2008, p. 206.
16. 1 2 3  Knott 2008, p. 200
17. ↑  Patzwall and Scherzer 2001, p. 281.
18. 1 2  Scherzer 2007, p. 510.
19. ↑  Die Wehrmachtberichte 1939-1945 Band 1, p. 581.
20. ↑  Die Wehrmachtberichte 1939-1945 Band 2, p. 21.
21. ↑  Die Wehrmachtberichte 1939-1945 Band 2, p. 68.
22. ↑  Die Wehrmachtberichte 1939-1945 Band 2, p. 170.

参考文献
- Fellgiebel, Walther-Peer (2000). Die Träger des Ritterkreuzes des Eisernen Kreuzes 1939-1945. Friedburg, Germany: Podzun-Pallas. ISBN 3-7909-0284-5.
- Hinchliffe, Peter (1998). Luftkrieg bei Nacht 1939-1945 (in German). Motorbuch Verlag. ISBN 3-613-01861-6.
- Knott, Claire Rose (2008). Princes of Darkness — The lives of Luftwaffe night fighter aces Heinrich Prinz zu Sayn-Wittgenstein and Egmont Prinz zur Lippe-Weissenfeld. Hersham, Surrey: Ian Allan Publishing. ISBN 978-1-903223-95-6.
- Obermaier, Ernst (1989). Die Ritterkreuzträger der Luftwaffe Jagdflieger 1939 - 1945 (in German). Mainz, Germany: Verlag Dieter Hoffmann. ISBN 3-87341-065-6.
- Patzwall, Klaus D. and Scherzer, Veit (2001). Das Deutsche Kreuz 1941 - 1945 Geschichte und Inhaber Band II. Norderstedt, Germany: Verlag Klaus D. Patzwall. ISBN 3-931533-45-X.
- Schaulen, Fritjof (2004). Eichenlaubträger 1940 - 1945 Zeitgeschichte in Farbe II Ihlefeld - Primozic (in German). Selent, Germany: Pour le Mérite. ISBN 3-932381-21-1.
- Scherzer, Veit (2007). Die Ritterkreuzträger Die Inhaber des Ritterkreuzes des Eisernen Kreuzes 1939 von Heer, Luftwaffe, Kriegsmarine, Waffen-SS, Volkssturm sowie mit Deutschland verbündeter Streitkräfte nach den Unterlagen des Bundesarchives (in German). Jena, Germany: Scherzers Miltaer-Verlag. ISBN 978-3-938845-17-2.
- Scutts, Jerry (1998). German Night Fighter Aces of World War 2. Osprey Publishing. ISBN 1-85532-696-5.
- Spick, Mike (1996). Luftwaffe Fighter Aces. New York: Ivy Books. ISBN 0-8041-1696-2.
- Die Wehrmachtberichte 1939-1945 Band 1, 1. September 1939 bis 31. Dezember 1941 (in German). München: Deutscher Taschenbuch Verlag GmbH & Co. KG, 1985. ISBN 3-423-05944-3.
- Die Wehrmachtberichte 1939-1945 Band 2, 1. Januar 1942 bis 31. Dezember 1943 (in German). München: Deutscher Taschenbuch Verlag GmbH & Co. KG, 1985. ISBN 3-423-05944-3.
- Helden der Wehrmacht II - Unsterbliche deutsche Soldaten (in German). München, Germany: FZ-Verlag GmbH, 2003. ISBN 3-924309-62-0.